# Haagbeuknerfhoekmijt
De haagbeuknerfhoekmijt (Aceria tenella) is een mijt behorend tot de familie van de Galmijten (Eriophyidae). Hij leeft op Betulaceae. Hij is bekend van de haagbeuk (Carpinus betulus), de oosterse haagbeuk (Carpinus orientalis) en de Europese hopbeuk (Ostrya carpinifolia).

## Verspreiding
De Haagbeuknerfhoekmijt komt voor in Europa.